# SEAT Ronda
El SEAT Ronda es un automóvil de turismo del segmento C producido por el fabricante de automóviles español SEAT desde 1982 hasta 1986. Se trata de un rediseño del SEAT Ritmo, derivado a su vez del Fiat Ritmo original italiano. Su nombre proviene de la ciudad andaluza de Ronda, siendo el primer modelo de la marca con el nombre de una ciudad española.

## Diseño y características técnicas

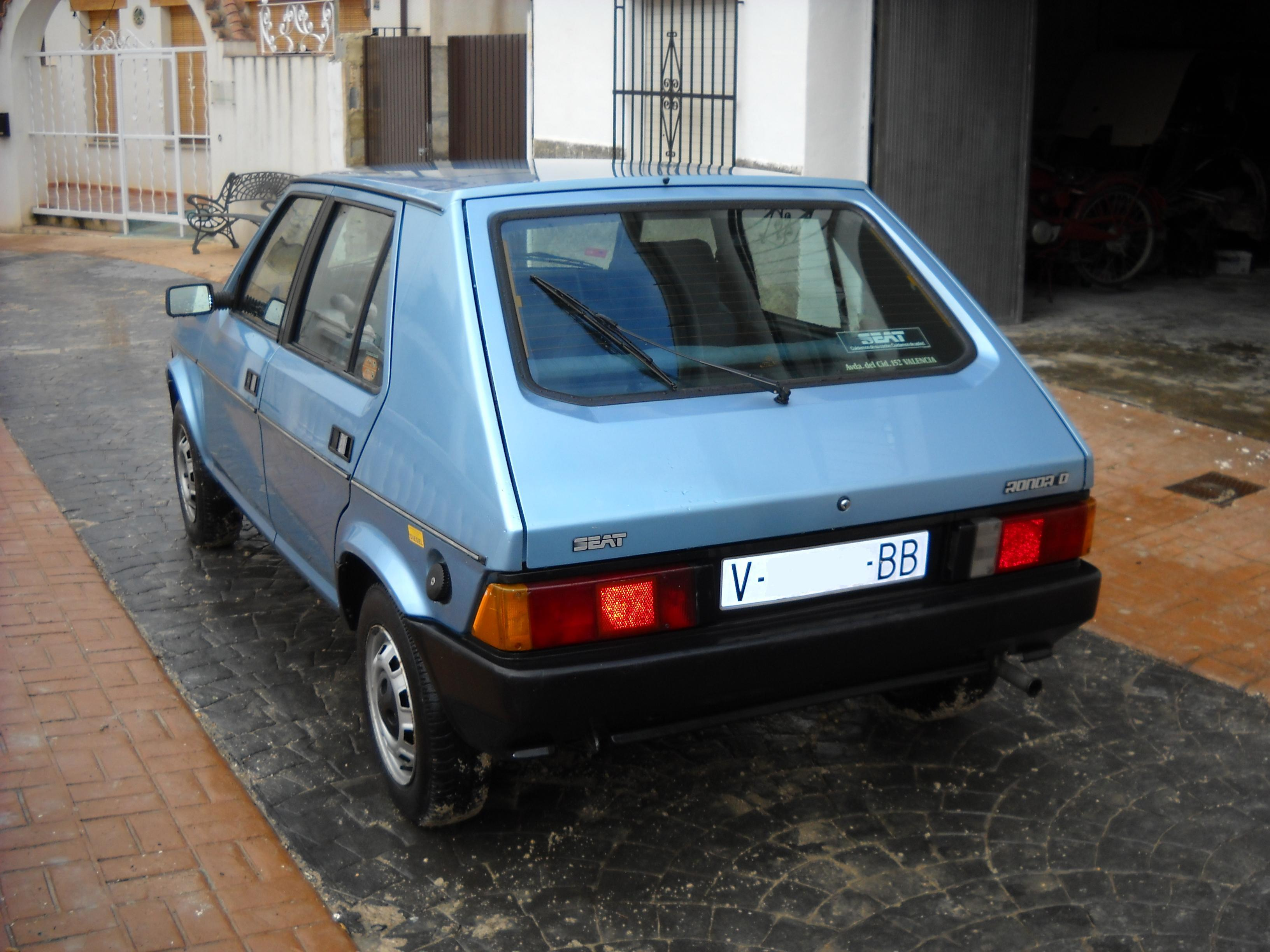
SEAT Ronda vista posterior gama (1982–1984)

La plataforma del Ronda (modelo 022A), es común a todo el "progetto 138" de Fiat. La utilización de esta plataforma implica algunas de las características básicas del Ronda, como la suspensión MacPherson delantera y trasera, con el característico ballestón transversal empleado como resorte y estabilizador acoplado al triángulo de la suspensión posterior, implantación típica de Fiat derivada del Fiat 128, o la ubicación de la rueda de repuesto en el vano motor.
El diseño del Ronda fue obra de Tom Tjaarda en su época en el estudio Carrozzeria Fissore. El resultado fue un automóvil homogéneo desde el punto de vista estilístico,  reestilización natural del SEAT Ritmo para el mercado doméstico español donde el vehículo se vendió bien, hasta un total de 113.241 unidades y sobre el que SEAT comenzó a crear una imagen de marca independiente.
En su momento, la estética y prestaciones se valoraron relativamente bien, siendo sus puntos débiles las fisuras en los puntales del bastidor de algunas unidades Diesel y sobre todo una calidad de acabado muy mejorable, un problema que acompañaría a todos los modelos Seat de esta época de transición.
A la vez, permitió una tímida incursión en mercados exteriores dando a conocer la marca y en cierta manera incluso compitiendo con el Fiat Ritmo original, que llevaba solo tres años en el mercado y del que debía diferenciarse "significativamente en elementos de panelería externa" tal como indicaba el acuerdo de cooperación alcanzado con Fiat al desligarse ésta de SEAT.

## Primera serie (1982–1984)
En un principio, se mantuvieron los motores de varillas y balancines creados por el ingeniero Aurelio Lampredi, el 1.197 cc y 64 CV del Fiat 124 junto al 1.438 cc de 75 CV del 124 Special/ SEAT 1430, nunca utilizadas en el Ritmo de Fiat. En un escalón superior se encontraban los "bialbero" Fiat de 1.592 /95 CV y 1.995 cc/118 CV (este último, muy escaso, es el del 131 Diplomatic y los Fiat contemporáneos en lugar del 1919 cc del Lancia Coupe/132/131 2000 CLX usado antes por razones fiscales). Finalmente se ofrecía el Diesel de 1.714 cc/55 CV inaugurado por el aún reciente Fiat Ritmo, 
A los cambios de estampación -únicamente capó, aletas delanteras y ubicación de las manetas en las puertas-, se sumarían otras modificaciones de tipo cosmético "elementos de acabado interno y externo" según la terminología del acuerdo con Fiat: ópticas delanteras y pilotos traseros con un diseño no tan innovador como los de su predecesor, indicadores de dirección formando esquina a la moda de la época, paragolpes de nuevo cuño, unas nuevas manetas en las puertas de diseño inédito, toma dinámica de aire en el capó, y molduras.

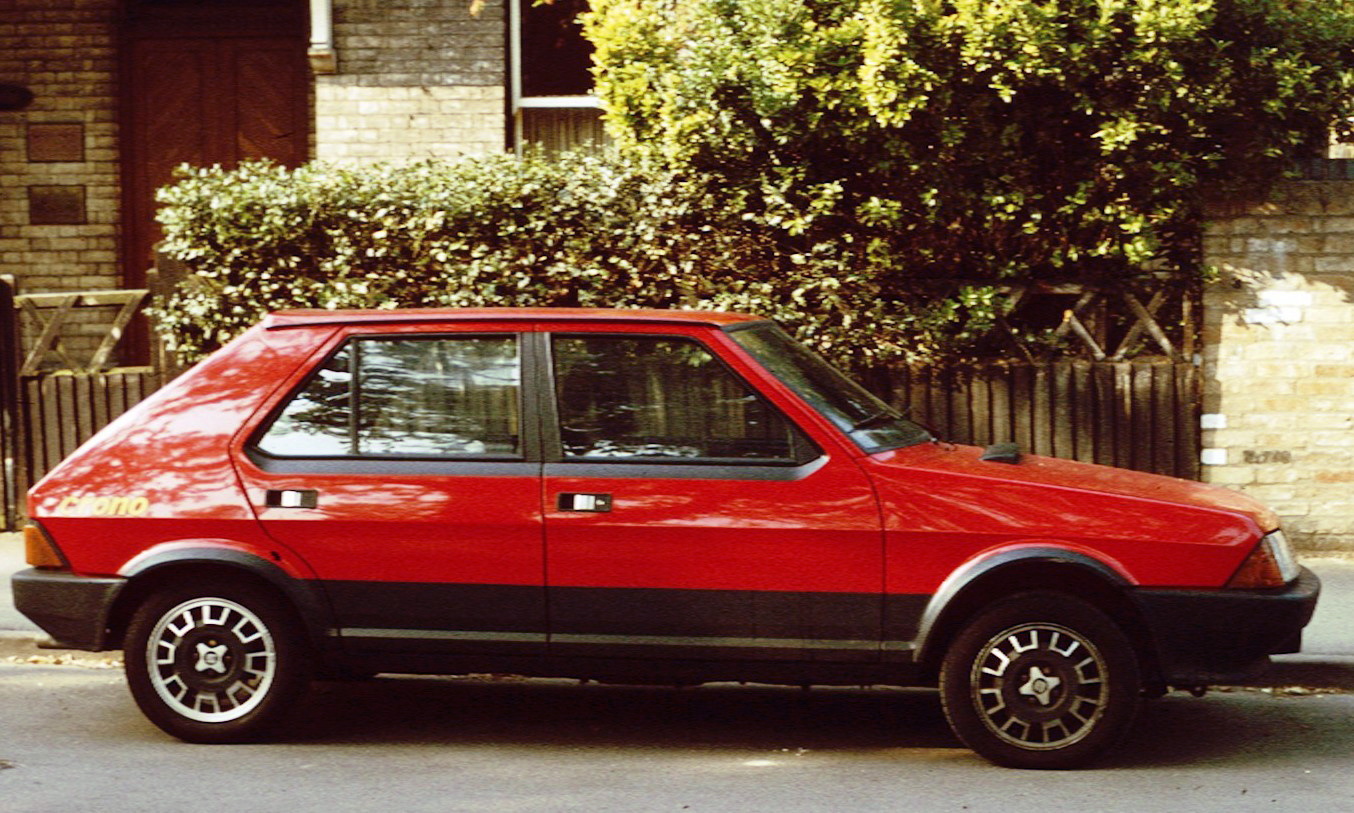
SEAT Ronda Crono, esta versión deportiva al igual que con el Ritmo y el Fura solo existió en 3 colores de carrocería (Rojo, Negro y Gris)

Las llantas de la variante CLX, por su parte, seguían siendo de procedencia italiana (las de chapa estampada en 5,5 x 14" y de origen Lancia Beta que calzaban a los Fiat Ritmo Super y 105 TC, montadas ya por SEAT en sus Ritmo CLX 82 y Crono), aunque equipadas en este caso de unos tapacubos de diseño autóctono. En las versiones más básicas L y CL, el disco tenía un diseño similar al de las anteriormente citadas, pero sus dimensiones eran de 5 x 13". Los Ronda Crono y CLX (de serie en el primero y de modo optativo en el segundo), se ofrecieron a su vez con las llantas de aleación ligera Cromodora que fueran opcionales en el Ritmo 105 TC italiano.  
Los niveles de acabado para el mercado local eran L, CL, CLX y Crono, ofreciendo estas dos últimas versiones los acabados interiores presentados por el Ritmo Super italiano y su generoso nivel de equipamiento (salpicadero específico, económetro-vacuómetro "econotronic", volante regulable en altura, elevalunas y cierre centralizado de cerraduras eléctricos, neumáticos Pirelli P8 de baja resistencia a la rodadura, etc. El Crono además de la versión Crono 100, estuvo disponible en la pequeña serie limitada Crono 2.0 con estética exterior similar a la de los modelos de exportación -parrilla con bandas rojas,  bandas decorativas y tipografía de logos- y  las llantas que luego montaría  el Málaga GLX.
En 1983 apareció la edición limitada Ronda 75 CLX "Star", contaba con aire acondicionado de serie, elevalunas eléctricos, Check-Control y espejo retrovisor mecánico. Solo estaba disponible en color azul y contaba con unos vinilos con la inscripción "STAR" en el capó delantero y las aletas traseras del vehículo, la tapicería especifica solo para esta versión, hacia juego pues era también en color azul.

## Segunda serie (1984–1986)

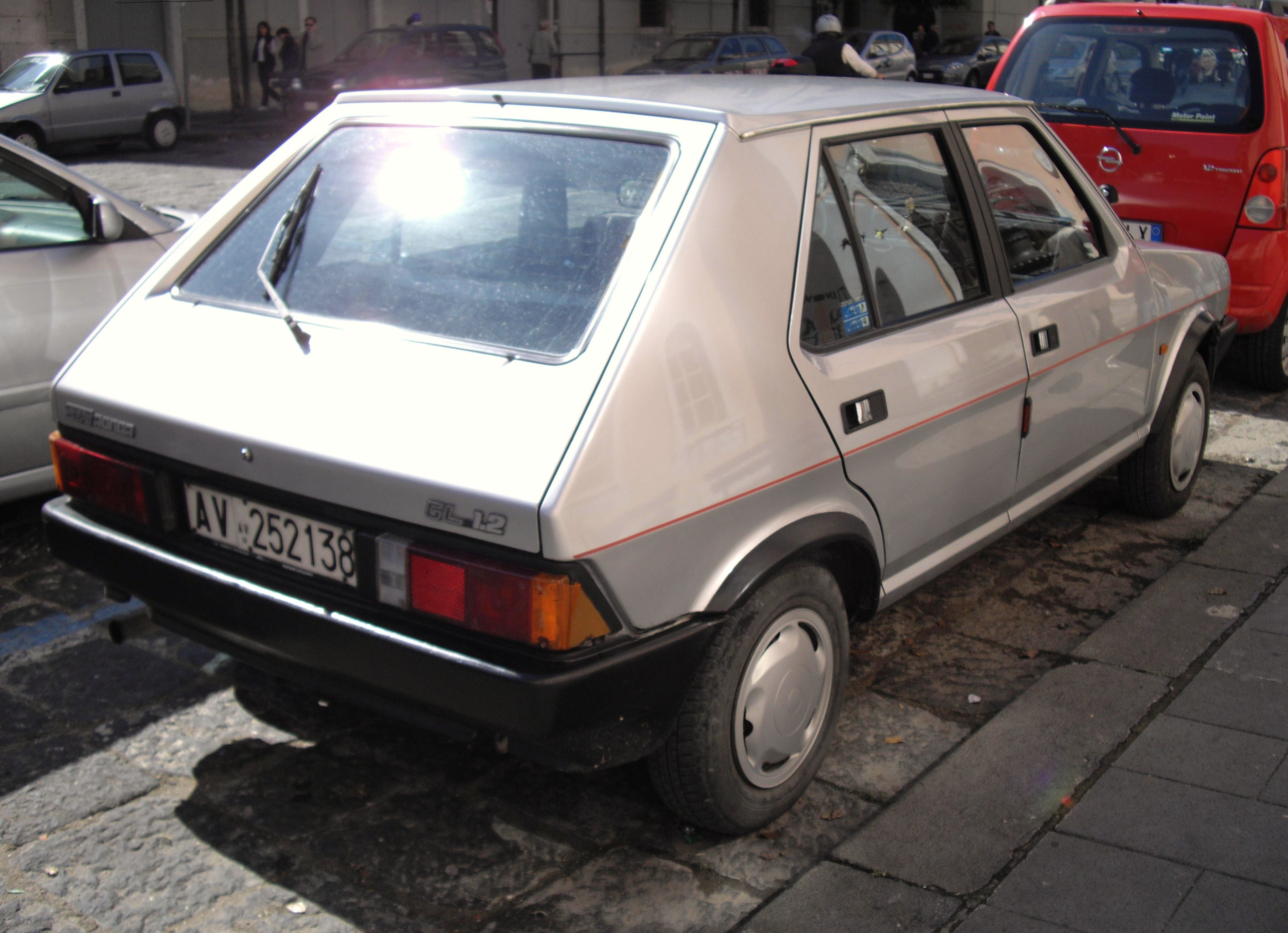
SEAT Ronda vista posterior segunda serie (1984–1986)

En 1983 en Essen se presentó la nueva serie del SEAT Ronda, con un modelo de presentación pintado totalmente en blanco, llantas y parachoques incluidos, con una fina línea lateral en rojo. Para independizar a la marca de Fiat se pone la venta a partir de 1984 esta segunda serie ya con los motores sygma en sus dos cilindradas 1.193 cc/ 63 CV y 1.461 cc/ 85 CV, denominados comercialmente "System Porsche". Mecánicas desarrolladas efectivamente por la marca alemana sobre la base de los antiguos motores Lampredi de 1.197 y 1.430 cc, con los que comparten distancia entre el centro de los cilindros para permitir su mecanización mediante el utillaje original de origen Fiat, pero incorporando las últimas novedades del momento tales como la distribución por árbol de levas en cabeza arrastrado por correa dentada, los taqués hidráulicos o las cámaras de combustión tipo Heron labradas en los pistones. Por su parte el diésel de origen Fiat de 1714 cc/55 CV se mantendría sin cambios sobre el del Ritmo 55D, siendo todas las mecánicas compartidas con sus dos derivados directos, el Málaga y el Ibiza. Coincidiendo con la remotorización se reestructuró la gama quedando compuesta por los niveles de acabado L, GL y GLX, en combinación con los motores de 1,2, 1,5 y 1,7D litros.
Se unificaron los interiores desapareciendo los de origen Fiat, e incluyeron las famosas "P" en el montante trasero en alusión a las mecánicas System Porsche. Se adoptó un nuevo portón posterior que incluía una luna con sus esquinas inferiores en ángulo recto, siendo el automóvil, por lo demás, muy parecido en su vista trasera al Nuova Ritmo presentado por Fiat.
Otro cambio se centra en los anagramas. La nueva gama lleva un anagrama con las palabras "SEAT Ronda" a la izquierda del portón trasero, mientras que a la derecha se sitúa otro anagrama que indica el nivel de acabado y la cilindrada del motor (ejemplos: GL 1.2, GLX 1.5, etc).En los primera serie, a la izquierda del portón ponía simplemente "Seat" y a la derecha, el nombre del modelo, y un número que indicaba la potencia del motor en CV (ejemplos: Ronda 65, Ronda 100, etc)

## El mercado exterior y el Nuova Fiat Ritmo
El Ronda se vendió en algunos mercados exteriores, para la exportación los acabados fueron siempre L, GL, GLX y SX, (esta última equivalente a la versión Crono española con alguna diferencia cosmética como los faros antiniebla y unas bandas decorativas rojas en las puertas y en la parrilla), prescindiendo de elementos visualmente identificables como Fiat. Así todos utilizaron los interiores que Astesa había diseñado para el Ronda, sin parangón en el modelo original italiano y una llantas de aleación específicas, de diseño autóctono. Las ventas del modelo fuera de España comenzaron en Benelux e Israel, para posteriormente extenderse a Francia, Alemania y la propia Italia, lo que llevó a Fiat a solicitar la prohibición de la venta del Ronda en países como Israel, mientras continuaba el juicio entre Fiat y SEAT en la Oficina del Comercio Internacional. 

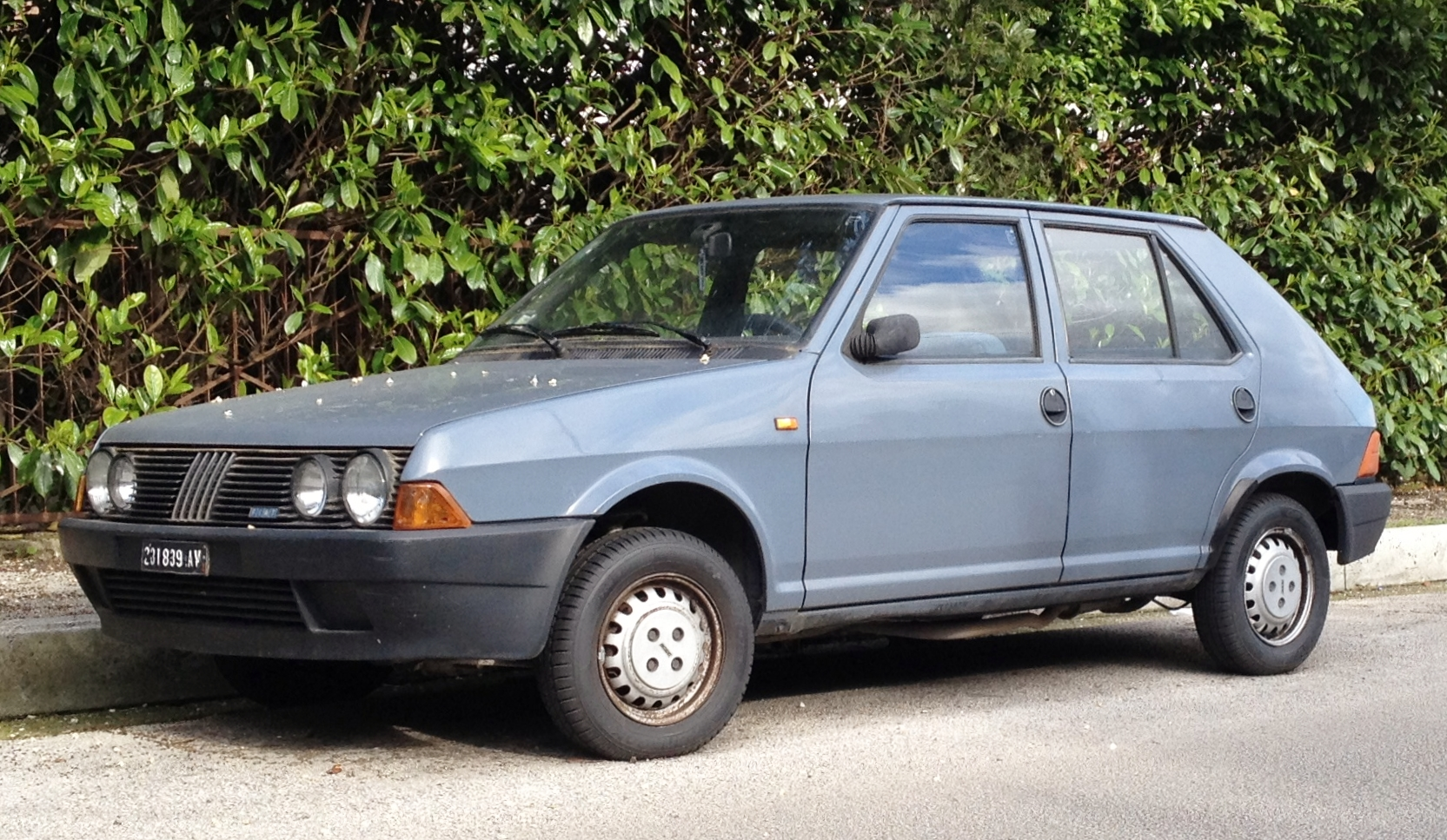
Fiat Nuova Ritmo

 Aunque las ventas del Ronda superaron a las del Ritmo en algunos mercados, el perjuicio económico para Fiat fue sobre todo de índole interno pues el Ronda impidió a Fiat producir un rediseño convencional para el Ritmo (cuya reestilización inicialmente prevista, era muy similar a la del Ronda) y por dicho motivo, el Nuova Ritmo no tuvo un frontal "similar a todos los automóviles", tal y como sostenía Giorgetto Giugiaro.
Los cambios que Fiat realizó en el Nuova Fiat Ritmo (segunda serie del Ritmo) fueron mucho más profundos, aunque no tan notables a simple vista.
Se modificó completamente el chasis para evitar las grietas en los puntales, variando los anclajes de la suspensión delantera y reforzando el cofre delantero evitando así los refuerzos tras el salpicadero de las antiguas versiones deportivas. Se alojó la rueda de repuesto bajo el maletero, lo que permitió colocar un mueble para la ventilación dentro del capó del motor, mejorando enormemente el sistema, y el depósito de gasolina se reubicó.
Los cambios estéticos consistieron en un interior inspirado en el del Lancia Delta contemporáneo, nuevos frontal y parte trasera, y una distinta definición de gama y acabados. En la parte delantera varió la estampación de la chapa, con un nuevo capó, se modificaron los paragolpes, recibió faros circulares dobles o sencillos según la versión, y una parrilla más convencional que la del Fiat Ritmo primigenio.
Aún hubo una tercera serie en la que se modificaron manecillas de apertura de puertas, cuadro de mandos y detalles estéticos menores pero manteniendo siempre un frontal con ópticas circulares.
El Ronda, en Inglaterra se comercializaba como SEAT Málaga 5 hatchback aprovechando los interiores, el salpicadero con volante a la derecha incluido, procedentes del Málaga. Y tuvo una versión especial denominada Brio, junto al Ibiza y Málaga el cual contaba con un gran abanico de accesorios en su equipamiento. 
Por otra parte, la multinacional japonesa Honda llegó a un acuerdo amistoso con SEAT ante la similitud en la pronunciación del modelo español y la marca japonesa en algunas lenguas; dado que el modelo dejaría de importarse en 1986 y sus ventas se mantenían bajas (60.000 por año en el mercado alemán) se llamaría Ronda siempre que no se superase ese nivel de ventas.

## Derivados

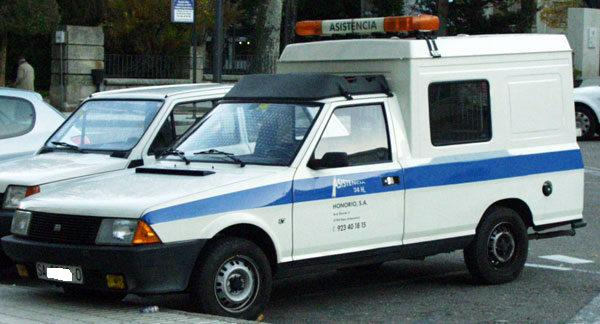
Furgoneta Emelba Ronda de asistencia.

El carrocero catalán Emelba realizó una furgoneta comercial basada en el Ronda denominada Poker, que también se ofrecía como pickup. Emelba también presentó un proyecto de Ronda monovolumen que nunca llegó a producirse. 
Un carrocero gallego, Imesa, produjo unos derivados similares del Ronda, pero esta vez, gran parte de la carrocería no estaba hecha de chapa como en la de Emelba, sino de fibra de vidrio.

### Prototipos
- SEAT Ronda Sport: Este prototipo era un proyecto para una nueva versión del Ronda con la parte trasera alargada, lo que sería una variante Fastback del modelo, este incluía unas antiniebla delanteras en la parrilla, los laterales eran con distinto decorado resultando 2 alternativas, para el modelo definitivo, equipaba la motorización 1.6 de 95 CV, estuvo a punto de salir al mercado sobre finales de 1982 pero al final se descartó, por ser un momento algo difícil para la marca ya que se dio por hecho las prioridades al separarse de Fiat, era el desarrollo en otros segmentos más destacables como un nuevo urbano y un nuevo sedan.[6]

## El Caso Ronda en el Tribunal de Arbitraje de París

### La salida de Fiat
SEAT fue creada según el modelo de empresa "nacional" propio del franquismo, una empresa creada desde el poder político con un objetivo también político, motorizar al país. 
El Estado se reservaba el control y la mayoría del accionariado y Fiat era un "socio tecnológico" con una limitada participación accionarial.
Sin embargo con la llegada de la democracia, la economía española comienza un acelerado proceso de homologación con su entorno económico y con la vista puesta en la futura integración en la Comunidad Económica Europea, con la que ya se está en negociaciones.
El INI (Instituto Nacional de Industria), heredero de la titularidad de las viejas empresas "nacionales" decide desprenderse de la mayoría de su participación en todas estas empresas y SEAT es ofrecida a Fiat como opción más obvia.
Fiat en un principio se muestra interesada en la adquisición y firma un precontrato, pero la precaria situación de SEAT en aquel momento y la presión de los sindicatos italianos hizo a Fiat desistir de la operación, vendiendo sus acciones al INI al precio simbólico de 1 peseta.

### El acuerdo de cooperación Fiat-SEAT
Al quedar SEAT sin socio tecnológico se fuerza la consecución de un acuerdo con Fiat que permita una continuidad a la marca española, llegándose al acuerdo de cooperación firmado entre ambas sociedades el 29 de mayo de 1981 para concluir sus diferencias.
El punto 5.1 de dicho acuerdo se refería textualmente al supuesto de que SEAT decidiese proceder a la reestilización de los modelos Panda, 127, 131 o Ritmo: 

"La citada reestilización se referirá no solamente a elementos de acabado interno y externo, sino también a elementos significativos de panelería externa".

Este matiz era decisivo porque Fiat solo aceptaba que SEAT vendiese productos reestilizados en profundidad fuera de España y además en una red comercial propia de la que de momento SEAT carecía.

### La demanda de Fiat
Fiat demandó a SEAT ante la aparición de las fotografías del catálogo publicitario del Ronda (aunque una de las versiones es que las fotos de los prototipos estuvieron en poder del consejero delegado de Fiat Auto, Vittorio Ghidella ya en la mesa del Acuerdo de Cooperación).
En cualquier caso, Fiat Hispania incluso comercializaba los Fiat fabricados por SEAT en sus concesionarios españoles y tenía acceso a toda la documentación, con lo que la demanda no es probable que se debiese a la sorpresa del grupo Fiat ante la aparición del Ronda.
SEAT por su parte argumentaba que no precisaba vender esta gama de transición con ninguna modificación porque Fiat debía seguir garantizando como en el precontrato un volumen de exportaciones de 100.000 vehículos anuales hasta 1982 y 60.000 hasta 1985, a través de la red internacional Fiat. En el acuerdo de colaboración, el nuevo Fiat Panda de gran éxito mundial iba a ser fabricado en gran medida en España (a cambio de un pago de un 1,8% por automóvil en concepto de derechos), por lo que SEAT consideraba a su vez a Fiat incumplidora del contrato.

### Argumentos
Fiat se basó en el punto 5.1 del acuerdo de cooperación. La teoría de la multinacional italiana, sostenida además por la opinión del diseñador Giorgetto Giugiaro (creador del Fiat Ritmo entre otros muchos modelos), era que todos los automóviles eran similares por delante y solo se diferenciaban en su parte lateral.
Por su parte SEAT, en una actuación que aún se estudia en los temarios de propiedad industrial,  ofreció comparar directamente los dos automóviles juntos, para que los jueces tuviesen una visión directa del problema. Para eso, sobre un Ronda negro, se pintaron de color amarillo todas las piezas que eran distintas.
Finalmente, el Pleno de la Corte Internacional de Arbitraje desestimó los argumentos de Fiat, permitiendo la comercialización del Ronda en todo el mundo, y cerrando además toda duda sobre el inminente SEAT Málaga (cuyo lateral utilizaba tal cual las puertas del Ritmo/Ronda).